# 베네치아 비엔날레 건축전

베네치아 비엔날레 건축전(Mostra di Architettura di Venezia, the Architecture section of the Venice Biennale)는 짝수해에 베네치아에서 열리는 건축 관련 전시회이다. 1968년부터 베네치아 비엔날레의 한 부문으로 시작되었고 1980년 별도의 전시회로 분리되었다.